# Einöd (Dietramszell)

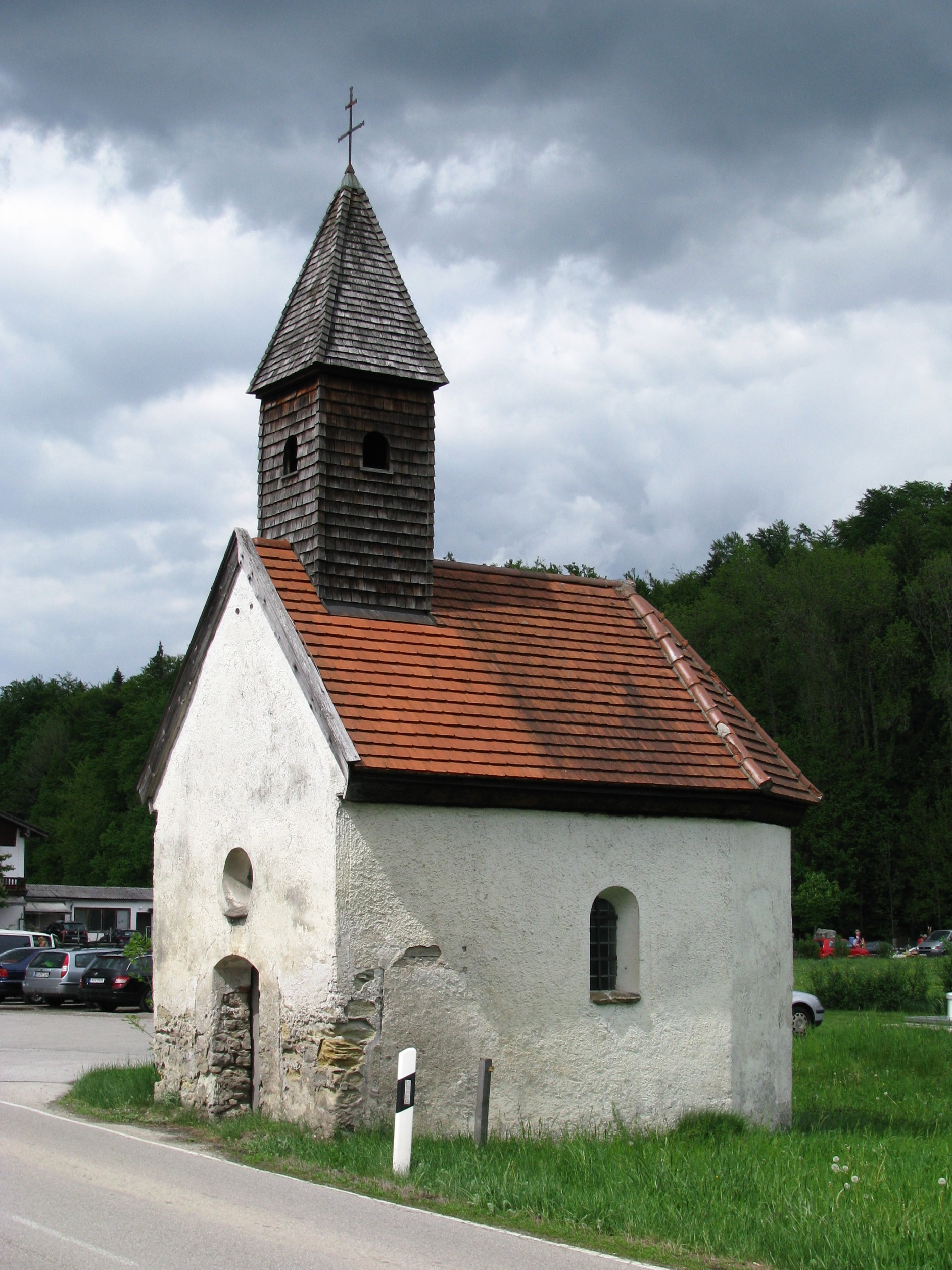
Kapelle St. Stephan

Einöd ist ein Ortsteil der Gemeinde Dietramszell in Oberbayern im Landkreis Bad Tölz-Wolfratshausen.

## Geografie
Das Dorf liegt in der Region Bayerisches Oberland in der voralpenländischen Moränenlandschaft etwa sechs Kilometer westlich von Dietramszell und unmittelbar östlich der Isar. Im Ort mündet der Zeller Bach in die Isar.

## Einwohner
1871 wohnten im Ort 33 Personen, bei der Volkszählung 1987 wurden 45 Einwohner registriert.

## Gebietsreform in Bayern
Die Einöde gehörte bis 1971 zur Gemeinde Manhartshofen, die sich am 1. Januar 1972 mit den Gemeinden Baiernrain, Dietramszell, Föggenbeuern und Linden zusammenschloss. Die neue Gemeinde erhielt durch Bürgervotum den Namen Dietramszell. Mit der Auflösung des Landkreises Wolfratshausen kam der Ort am 1. Juli 1972 zum Landkreis Bad Tölz-Wolfratshausen (Namensführung bis 30. April 1973: Landkreis Bad Tölz).

## Baudenkmäler
In die Denkmalliste sind zwei Objekte eingetragen:
- Wandbild, kleines Fresko mit Innsbrucker Maria-Hilf-Bild und Wappen, bezeichnet 1613, an der Traufseite von Hausnummer 3 (Eintrag Denkmalliste)
- Kapelle St. Stephan, Mitte 17. Jahrhundert (Denkmalliste)